# Comté de Bland (Virginie)
Pour les articles homonymes, voir Comté de Bland.
Le comté de Bland est un comté de Virginie, aux États-Unis. Situé dans la région des Appalaches, il est faiblement peuplé affichant 6 824 habitants au recensement de 2010 pour une superficie de 930 km2. La ville siège est le village éponyme Bland.
Le comté de Bland est l'un des rares aux États-Unis à ne compter aucune communauté incorporée.
Il a été fondé en 1861 par distraction d'une partie des comtés de Wythe, Tazewell, et Giles Il a été nommé en l'honneur de Richard Bland, une figure politique de la Virginie, membre de la Chambre des Bourgeois et délégué au Congrès continental, assemblée à l'origine de l'indépendance des États-Unis.

## Géolocalisation
|                   | Comté de Mercer (Virginie-Occidentale) | Comté de Giles   |
| Comté de Tazewell | Comté de Bland                         |                  |
| Comté de Smyth    | Comté de Wythe                         | Comté de Pulaski |